# Biagio Licata di Baucina
Biagio Licata di Baucina, principe di Baucina, marchese di Montemaggiore con Biscardo, conte di Isnello e barone di Aspromonte (Favara, 29 giugno 1834 – Palermo, 14 agosto 1893), è stato un politico italiano.
Fu senatore del Regno d'Italia nella XVII legislatura. Sua residenza fu il maestoso Palazzo Forcella di Palermo da lui trasformato con gli arredi di Andrea Onufrio ed ampliato con l'architetto Giuseppe Patricolo.

## Biografia
Figlio di Antonio Licata, Biagio sposò, il 29 aprile 1863, Francesca di Maria Termine, dama di palazzo della regina Margherita di Savoia, principessa di Baucina, marchesa di Montemaggiore con Biscardo, contessa di Isnello e baronessa di Aspromonte, assumendone i titoli maritali nomine. Ebbe cinque figli: Antonio, il primogenito, marito di Giulia Fardella dei baroni di Mokarta, Giovanni, Teresa, Oliviero e Rodrigo.